# Пуансон

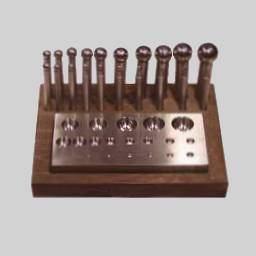
Комплект (набор) шаровых пуансонов.

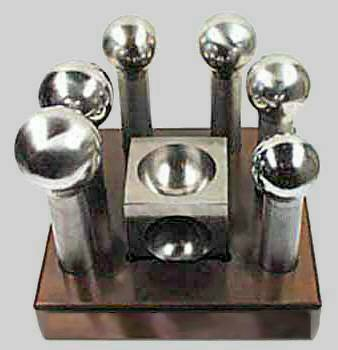

Пуансо́н или пунсо́н (фр. poinçon) — одна из основных деталей инструмента, используемого при маркировке, штамповке и прессовании материалов, например прессовании металлов в металлообработке. 
В монетном и словолитном деле пунсон или патрица. Пуансони́ст — гравирующий пуансоны.

## История
При штамповке пуансон оказывает непосредственное давление на обрабатываемый материал и в зависимости от назначения может быть прошивным, пробивным, просечным или вырубным. При прессовании пуансон передаёт давление через пресс-шайбу на заготовку, выдавливаемую через матрицу; в этом случае пуансон часто называется пресс-штемпелем, или шплинтоном. Пуансоны в работе подвергаются воздействию высоких силовых нагрузок, а при горячих процессах также тепловым нагрузкам. Поэтому пуансон для холодных процессов изготовляют из высокопрочных сталей повышенной прокаливаемости, а для горячих — из износоустойчивых сталей с повышенной прочностью при температурах деформирования.

## Пуансон в полиграфии
Пуансон в полиграфии — стальной брусок с рельефным изображением буквы или знака, служит для выдавливания изображения при изготовлении шрифтовых матриц.

## Пуансон в чеканке
Пуансон в чеканке — вид чекана, которым наносят фрагмент орнамента. Также известен как декоративный или фигурный чекан. 

## Пуансон в ювелирном деле
В ювелирном деле пуансон в паре с матрицей используется для нанесения клейм: пробы, именника мастера и прочих.